# Curi Fortunacià
Curi Fortunacià (llatí: Curius Fortunatianus) va ser un historiador romà que va escriure una obra sobre els regnats dels emperadors Màxim i Balbí. Tant Fortunacià com la seva obra solament són coneguts per les citacions que en fa Juli Capitolí, un dels autors de la Història Augusta.
De vegades hom li ha atribuït també una obra en tres llibres intitulada Art Retòrica perquè així ho indiquen la major part dels manuscrits que la contenen, però en realitat l'autor n'és Quiri Fortunacià.